# Iserlohner Museum für Handwerk und Postgeschichte

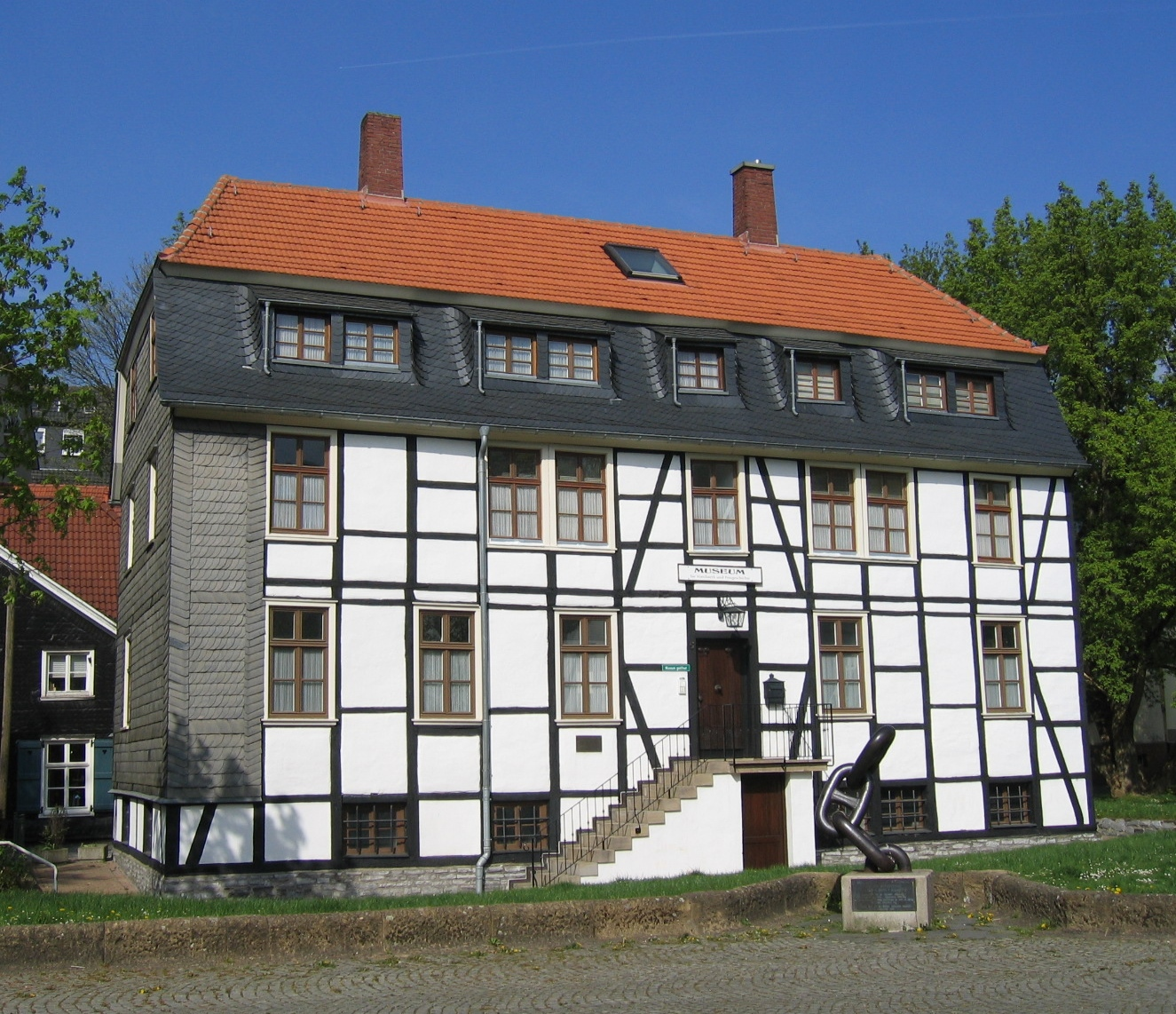
Museumsgebäude

Das Iserlohner Museum für Handwerk und Postgeschichte ist ein Technik- und Postmuseum in Iserlohn. Es wurde am 31. Juli 1999 eröffnet und ist im ehemaligen Maste'schen Fabrikhaus Fritz-Kühn-Platz 5 in der Iserlohner Altstadt untergebracht.

## Abteilung Handwerk
Das Handwerksmuseum befasst sich mit der geschichtlichen Darstellung des Märkischen Handwerks. Handwerkszeuge, Arbeitstechniken und Produkte aus rund zwanzig Handwerksberufen werden in dieser Sektion vorgestellt. 

## Abteilung Postgeschichte
Die Postausstellung stellt die Geschichte der Post der Stadt Iserlohn und der Grafschaft Mark in den Mittelpunkt. Es wird herausgestellt, dass erst durch die Post die Metallverarbeitung in Iserlohn im 18. und 19. Jahrhundert aufblühen konnte.   Informationen über Persönlichkeiten wie Heinrich von Stephan und die technische Entwicklung des Postwesens stellen die Regionalgeschichte in einen Gesamtzusammenhang.